# Risen (computerspelserie)
Risen is een serie actierollenspellen ontwikkeld door het Duitse Piranha Bytes. De spellen worden uitgegeven door Deep Silver, de gamesdivisie van Koch Media.

## Spellen
| Release | Titel                | Platform                         | Ontwikkelaar                                            |
| ------- | -------------------- | -------------------------------- | ------------------------------------------------------- |
| 2009    | Risen                | Windows, Xbox 360                | Piranha Bytes Wizarbox (Xbox 360 port)                  |
| 2012    | Risen 2: Dark Waters | PlayStation 3, Windows, Xbox 360 | Piranha Bytes Wizarbox (PlayStation 3 en Xbox 360 port) |
| 2014    | Risen 3: Titan Lords | PlayStation 3, Windows, Xbox 360 | Piranha Bytes                                           |